# BLK JKS
BLK JKS (Disemvoweling von Black Jacks) sind eine südafrikanische Rockband aus Johannesburg. Gegründet wurde sie 2000.

## Geschichte
Die Freunde Mpumelelo Mcata und Lindani Buthelezi gründeten die Band im Jahr 2000. Zu einem ersten Auftritt kam es aber erst 2005 in Grahamstown, als Molefi Makananise (am Bass) und Tshepang Ramoba (am Schlagzeug) die Gruppe vervollständigten. Die Vier brachten erste Stücke heraus und 2007 wurde DJ Diplo während seiner Südafrikatour auf sie aufmerksam. Er lud die BLK JKS nach New York City ein und 2008 kamen sie für eine Tour durch die Vereinigten Staaten. Während dieser Zeit erschienen sie auf dem Cover der Zeitschrift The Fader. Noch im selben Jahr erhielt die Band einen Plattenvertrag bei Secretly Canadian. Ein Jahr später veröffentlichte sie ihre EP Mystery sowie ihr Debütalbum After Robots. Die Musikzeitschrift Rolling Stone bezeichnete die Gruppe daraufhin als Africa’s best new band und der Mail & Guardian führte sie 2009 und 2010 in seiner jährlichen Sonderausgabe bedeutender junger Südafrikaner. 2010 gewannen BLK JKS außerdem bei den South African Music Awards in der Kategorie Best English Alternative Album. Im selben Jahr veröffentlichten sie auch ihre EP Zol! und traten am 10. Juni, einen Tag vor dem Beginn der Fußball-Weltmeisterschaft, bei einem Eröffnungskonzert im Orlando Stadium in Soweto auf. Ihr Stück Lakeside ist außerdem auf dem Soundtrack des Computerspiels FIFA 10 zu hören.
In den nächsten Jahren wurde es ruhiger um die Band. Sänger und Gitarrist Lindani Buthelezi verließ die Gruppe um 2012. Auch die anderen Bandmitglieder wurden in musikalischen Nebenprojekten aktiv. Nichtsdestotrotz spielten die verbliebenen BLK JKS weiterhin zusammen und begleiteten 2014 die Foo Fighters auf ihrer Südafrikatour. Im folgenden Jahr kollaborierten die BLK JKS mit der südafrikanischen Gruppe The Brother Moves On als Blk Brothers, zuvor hatten sie bereits mit dem malischen Musiker Vieux Farka Touré zusammengearbeitet. Beim Afropunk Festival Johannesburg im Jahr 2017 traten sie zusammen mit der Sängerin Thandiswa Mazwai als „King Tha“ vs. BLK JKS auf. Als Tribut an den kurz zuvor verstorbenen südafrikanischen Jazzmusiker Hugh Masekela veröffentlichten BLK JKS zusammen mit dessen Sohn Selema Masekela 2018 ein Cover von Masekelas Stück The Boys Doin’ It. Es war die erste Veröffentlichung von BLK JKS in neun Jahren. 
Nach einigen Rückschlägen begann die Band 2019 mit den Aufnahmen zu ihrem zweiten Album. Noch im selben Jahr veröffentlichte sie mit Morena Leraba die Single Harare. Das Album Abantu / Before Humans erschien am 16. Juni 2020 bei Permanent Record als limitierter Vinyl-Ausgabe.

## Diskografie

### Alben
- 2009: After Robots
- 2020: Abantu / Before Humans

### EPs
- 2006: BLK JKS[1]
- 2009: Mystery
- 2010: Zol!